# Роллстон
Роллстон (англ. Rolleston) — город в округе Селуин региона Кентербери, на Южном острове Новой Зеландии, в 22 километрах к юго-западу от Крайстчерча. Слоган города — «Город будущего».

## История
Появившийся в 1866 году как железнодорожная станция, Роллстон был назван в честь новозеландского политика, уроженца Йоркшира, члена Парламента, Уильяма Роллстона (1831—1903). Он занимал должность суперинтенданта провинции Кентербери с 1868 по 1876 годы (когда центральное правительство упразднило новозеландские провинции).
До 1990 года в городе было несколько больших улиц, а население составляло около 1000 человек. В 1990-е годы город стал расширяться.

## Физико-географическая характеристика

### Географическое положение
Город расположен на государственном шоссе 1, в 22 километрах к юго-западу от Крайстчерча и в 35 километрах к северо-востоку от Ракаиа, на Кентерберийской равнине. Роллстон является крупнейшим городом округа Селвин. Через город проходит участок Главной южной железнодорожной линии.

### Климат
Роллстон находится на открытой местности в Кентерберийской равнине, поэтому климат здесь суше и континентальнее, чем в соседнем Крайстчерче.
| Показатель                    | Янв. | Фев. | Март | Апр. | Май  | Июнь | Июль | Авг. | Сен. | Окт. | Нояб. | Дек. |
| ----------------------------- | ---- | ---- | ---- | ---- | ---- | ---- | ---- | ---- | ---- | ---- | ----- | ---- |
| Средний суточный максимум, °C | 22   | 22   | 12   | 17   | 14   | 12   | 11   | 12   | 15   | 17   | 19    | 21   |
| Средний суточный минимум, °C  | 12   | 12   | 10   | 7    | 4    | 1    | 1    | 2    | 4    | 6    | 8     | 10   |
| Норма осадков, мм             | 16,5 | 12,7 | 17   | 18,6 | 18,8 | 20,5 | 18,6 | 21,1 | 16,2 | 13,4 | 15,6  | 19,3 |
| Источник:                     |      |      |      |      |      |      |      |      |      |      |       |      |

### Растительность
Насаждения лучистой сосны, некогда бывшие достопримечательностью этой части Кентербери, были вырублены и замещены пастбищами во время «молочного бума» в начале XXI века. Сейчас около Роллстона расположено множество виноградников.

## Население
По данным переписи населения 2001 года в Роллстоне проживало 1974 человека, в 2006 году — 3822 человека, а по данным переписи 2013 года — 9555 человек. Считается, что округ Селуин является одним из наиболее динамично развивающихся регионов Новой Зеландии по количеству населения.

## Инфраструктура
В Роллстоне есть большое здание для проведения культурных и общественных мероприятий, библиотека, два супермаркета, медицинский центр, стоматологический центр, кабинеты физиотерапии и акупунктуры, ветеринарная служба, кофейни, рестораны и другие заведения для обеспечения потребностей быстро растущего, но по-прежнему в основном сельского населения. Кроме того, в городе расположена тюрьма Роллстон.
В Роллстоне действует молодёжная организация RYAG (англ. Rolleston youth action group), благодаря которой был построен новый скейт-парк, часто проводятся дискотеки и действуют детские кафе. В городе работает волонтёрская пожарная бригада.
В Роллстоне находится штаб-квартира Совета округа Селуин.

### Образование
В городе есть две начальные восьмилетние школы. По состоянию на конец 2012 года в школе Роллстона, большей из них, занимались 633 ученика. В начальной школе Клирвью (англ. Clearview Primary School), открытой в 2010 году, занималось 368 школьников.
Средних школ в Роллстоне нет. Ближайшая, средняя школа Линкольна, находится в 12 километрах от Роллстона, в соседнем Линкольне. В марте 2014 года министр образования Новой Зеландии объявил о том, что в Роллстоне планируется открыть ещё одну начальную и среднюю школы.

## Транспорт
Государственное шоссе 1 проходит через Роллстон, связывая его с Крайстчёрчем и Тимару. Имеются планы по постройке четырёхполосной магистрали между Роллстоном и Аддингтоном, пригородом Крайстчёрча. Участок между Аддингтоном и Хорнби уже строится.
Роллстон обслуживают два автобусных маршрута, оба принадлежащие транспортной компании Метро окружного Совета: 88-й маршрут (Роллстон) соединяет Роллстон с центральным Крайстчёрчем через Темплтон, Хорнби и Риккартон; 820-й маршрут (Бернем — Линкольн) соединяет Роллстон с близлежащими городами Бёрнем и Линкольн соответственно.
В Роллстоне пересекаются железнодорожные ветки Midland line, идущая до Греймута, и Главная южная линия. Роллстон служил крупной узловой станцией с 1880-х до конца 1980-х годов, пока правительство не сняло с себя ответственность за железные дороги. Роллстон стал обычной железнодорожной станцией, на которой останавливается только туристический поезд TranzAlpine. В 2010 году пассажиры, желающие сесть на TranzAlpine в Роллстоне, должны были дополнительно указать это при покупке билетов. В 1993 году в Роллстоне произошла авария на железнодорожном переезде, когда пассажирский поезд врезался в бетономешалку, и погибли 3 пассажира поезда.

## Землетрясения в Крайстчёрче
Роллстон оказался неподалёку от эпицентра землетрясения 2010 года, случившегося в разломе Гриндейл. Интенсивность землетрясения в Роллстоне ощущалась в два раза сильнее чем в Крайстчерче. Жители города после землетрясения остались без электроэнергии (в некоторых местах более чем на 48 часов) и были вынуждены кипятить воду на протяжении длительного времени, пока шло восстановление водоснабжения. В Роллстоне ощущались многие из афтершоков сентябрьского землетрясения.
Городу был нанесён незначительный материальный ущерб ввиду того, что грунты здесь представлены в основном стабильными скальными породами. По этим же причинам Роллстон не сильно пострадал от разжижения грунтов, и от землетрясения пострадали только несколько домов.
Во время землетрясения в феврале 2011 года городу был причинён некоторый материальный ущерб, в основном зданиям, повреждённым при предыдущем землетрясении.